# Theta Capricorni
Theta Capricorni (θ Cap / 23 Capricorni / HD 200761) es una estrella de la constelación de Capricornio, la cabra de mar, la sexta más brillante de la misma con magnitud aparente +4,06.
Visualmente se localiza medio grado al sur de la eclíptica, la línea aparente por donde «transita» el Sol por el firmamento a medida que la Tierra se mueve alrededor de él.
Ocasionalmente recibe el nombre de Dorsum, procedente del latín «espalda», por su posición relativa en el cuerpo de la cabra.
Se encuentra a 158 años luz del sistema solar.
Theta Capricorni es una estrella de la secuencia principal de tipo A, situada en el extremo caliente dentro de su tipo, con una temperatura superficial de 9620 K. De tipo espectral A1V, es 52 veces más luminosa que el Sol. Del mismo tipo espectral que Sirio, su luminosidad es el doble de la de ésta, consecuencia de su mayor masa, equivalente a 2,5 masas solares. Su edad se estima en 360 millones de años.
Su radio es 2,6 veces más grande que el radio solar y tiene una velocidad de rotación en el ecuador de al menos 114 km/s, que corresponde a un período de rotación de menos de 1,1 días. Su espectro indica que es rica en ciertos elementos pesados (su contenido de silicio es el doble que en el Sol y el de sodio es 10 veces mayor) aunque deficitaria en helio.
Theta Capricorni es una binaria espectroscópica. La estrella acompañante emplea 840,6 días en completar una órbita en torno a la estrella principal.